# Mario Mena
Mario Mena (né le 9 décembre 1923 en Bolivie et mort à une date inconnue) est un joueur de football bolivien, qui jouait en tant qu'attaquant.

## Biographie

### Club
Il a évolué durant sa carrière de milieu de terrain au Litoral La Paz entre 1949 et 1953.

### International
En équipe de Bolivie, il participe à la coupe du monde 1950, ainsi qu'à la Copa América 1949 et à la Copa América 1953.